# Метінвест
Гру́па Метінве́ст — міжнародна група гірничо-металургійних компаній, що володіє підприємствами в Україні, Італії, Болгарії, Великій Британії та США, видобуває руду та вугілля, виробляє кокс, виплавляє сталь та виробляє прокат, труби тощо. Управління активами групи здійснює керівна компанія — ТОВ «Метінвест Холдинг». Належить українському олігарху Рінату Ахметову.

## Опис
В 2015 році Метінвест посідав 13-те місце в рейтингу найбільших компаній Центральної та Східної Європи за версією Deloitte. У 2021 році — очолив рейтинг найбільших приватних компаній України за версією Forbes.
Це найбільший в Україні й один з найбільших в СНД виробників залізорудної сировини й сталі. В 2015 році компанія займала 40 місце в топ-50 металургійних компаній світу за версією Всесвітньої асоціації виробників сталі (World Steel Association); у 2022 — впала в рейтингу нижче 50 місця. Виробничі потужності з виплавки сталі складають 15 млн тонн на рік. 2021 року Метінвест увійшов до 10 найбільших світових видобувачів залізної руди.
Підприємства групи розташовані поблизу великих транспортних вузлів і морських портів, що забезпечує компанії додаткові переваги під час постачання продукції споживачам як в Україні, так і в інших країнах світу.

## Акціонери та керівництво
Гірничо-металургійна група «Метінвест» належить Рінату Ахметову.
Основними акціонерами групи є СКМ (71,24 %) і Смарт-холдинг, (23,76 %), які беруть участь в управлінні Метінвестом на партнерських засадах. Основною холдинговою компанією Групи Метінвест є компанія Metinvest B.V. (Нідерланди, реєстраційний номер 24321697).
З 2006 до 2013 року компанію очолював Ігор Сирий. У 2009 році його було визнано найкращим ТОП-менеджером України. З 2013 року компанію очолює Юрій Риженков. У 2020 році він увійшов до списку 25 найкращих СЕО України.

## Історія

### 2006
6 червня 2006 року засноване ТОВ «Метінвест Холдинг», керівна компанія групи Метінвест.
Грудень 2006 — Метінвест придбав 100 % акцій ТОВ «Леман-Україна», гуртової металоторговельної компанії, та додаткові 27 % акцій ВАТ «Єнакіївський металургійний завод» (Донецька область).

### 2007
Жовтень 2007 — Метінвест став першим українським учасником Worldsteel — Всесвітньої асоціації виробників сталі (раніше IISI — Міжнародний інститут чавуну та сталі).
Листопад 2007 року — компанія придбала 82,5 % ВАТ «Інгулецький гірничо-збагачувальний комбінат» (Кривий Ріг, Дніпропетровська область), одного з найбільших гірничодобувних підприємств України.

### 2008
Січень 2008 — Метінвест завершив процес придбання 100 % частки в прокатних підприємствах Trametal S.p.A. (Італія) та Spartan UK Ltd (Велика Британія) в італійської бізнес-сім'ї Малакальца.
Червень 2008 — SRK Consulting провела перший аудит запасів кар'єрів Метінвесту (Північний, Центральний та Інгулецький ГЗК) відповідно до методики JORC.
Липень 2008 — Метінвест придбав 51 % акцій ТОВ «НВО Інкор і Ко» (смт Нью-Йорк, Донецька область), одного з найбільших виробників хімічної продукції в Європі.

### 2009
Квітень 2009 — завершено угоду з придбання 100 % вугільної компанії United Coal Company, одного з провідних виробників коксівного вугілля в США.
Вересень 2009 — Метінвест став першою українською компанією, яка отримала сертифікат Climate Action Всесвітньої асоціації виробників сталі.
Грудень 2009 — Метінвест придбав 95 % акцій прокатного підприємства Promet Steel AD (Болгарія).

### 2010
Січень 2010 — опубліковано перший соціальний звіт компанії відповідно до вимог міжнародного стандарту зі звітності в галузі сталого розвитку GRI.
Березень 2010 — компанія стала учасником ініціативи Організації Об'єднаних Націй — Глобального договору ООН.
Липень 2010 — Метінвест та Маріупольський металургійний комбінат імені Ілліча (Маріуполь, Донецька область) ухвалили рішення про об'єднання активів.
Жовтень 2010 — сконцентровано 90,2 % ЗАТ «Макіївський металургійний завод» (Макіївка, Донецька область).
Грудень 2010 — завершено реєстрацію продукції підприємств групи згідно з вимогами Європейського Регламенту № 1907/2006 (REACH).

### 2011
Травень 2011 — на металургійному комбінату «Азовсталь» (Маріуполь, Донецька область) закрили мартенівське виробництво.
Липень 2011 — придбано 50 % у металургійному бізнесі групи «Індустріал», що управляє ПАТ «Запоріжсталь» (Запоріжжя), одним із найбільших металургійних підприємств Європи.

### 2012
Під час І Національної конференції учасників ринку сталевого будівництва в Києві Метінвест був серед 12 українських компаній, які ініціювали створення галузевої асоціації «Український Центр Сталевого Будівництва», а надалі став одним із її засновників.
Липень 2012 — придбано 49,9 % частки в ПАТ «Запоріжсталь».
Грудень 2012 — Метінвест вирішив закрити аглофабрику на металургійному комбінаті «Азовсталь».

### 2013
Травень 2013 — Метінвест придбав 39,74 % акцій ПАТ «Запоріжвогнетрив» (Запоріжжя), найбільшого виробника вогнетривкої продукції в Україні.
Групи СКМ і «Смарт-Холдинг» передали Метінвесту 23,5 % акцій ПАТ «Центральний гірничо-збагачувальний комбінат», 15 % акцій ПАТ «Північний гірничо-збагачувальний комбінат», 26 % акцій ПАТ «Запоріжкокс», 31,3 % акцій ПАТ «Донецьккокс» і 3,1 % акцій ПАТ «Інгулецький гірничо-збагачувальний комбінат».

### 2014
Липень 2014 — групи СКМ і «Смарт-Холдинг» оголосили про завершення об'єднання своїх гірничо-металургійних активів у межах Metinvest B.V.

### 2015
У травні на Маріупольському металургійному комбінаті закрили мартенівське виробництво.
Метінвест створив підприємство «Метінвест-Промсервіс», що спеціалізується на обслуговуванні та ремонті устаткування усіх металургійних активів групи та сторонніх організацій.

### 2016
Березень 2016 — Метінвест підписав угоду про соціальне партнерство з Фондом розвитку Маріуполя.
Серпень 2016 — у Запоріжжі розпочав роботу Запорізький ливарно-механічний завод.
Вересень 2016 — у Кривому Розі створено громадську спілку «Зелений центр Метінвест».

### 2017
Березень 2017 — Метінвест заявив про втрату контролю над ПрАТ «Єнакіївський металургійний завод» і його Макіївською філією, ПрАТ «Єнакіївський коксохімпром», ПрАТ «Харцизький трубний завод», ПрАТ «Комсомольське рудоуправління», ПрАТ «Краснодонвугілля», ПрАТ «Донецьккокс» і спільним українсько-швейцарським підприємством ТОВ «Метален» після відмови перереєструвати ці підприємства на території ОРДЛО.

### 2018
«Метінвест» купив 23,7 % акцій компанії «Южкокс» (раніше «Євраз Южкокс», Кам'янське, Дніпропетровська область) за 30 млн доларів, а також придбала 100 % акцій компанії «Юністіл» (Кривий Ріг, Дніпропетровська область).
Придбано частку в розмірі 24,99 % у шахтоуправлінні «Покровське» і Свято-Варваринській збагачувальній фабриці (Покровськ і Покровський район, Донецька область), що разом є найбільшим в Україні вуглевидобувним виробничим комплексом.

### 2019
Компанія придбала 49,37 % акцій Дніпровського коксохімічного заводу (раніше Дніпродзержинський коксохімічний завод імені С. Орджонікідзе, Кам'янське, Дніпропетровська область).
Метінвест приєднався до Голландської асоціації металургійної промисловості (VNMI).

### 2020
У березні завершено купівлю 73 % акцій Дніпровського коксохімічного заводу.
У червні Метінвест увійшов до 10 світових металургійних компаній, оцінених агентством Sustainalytics. За методологією оцінки ризиків ESG компанія отримала 32 бали за шкалою від 0 (найнижчий ризик) до 100 (найвищий ризик).
Метінвест заснував перший недержавний гірничо-металургійний університет «Метінвест Політехніка», де можна здобути інженерно-технічні професії, затребувані в українській промисловості.
За власними даними, на боротьбу з коронавірусом Метінвест виділив $6 млн. Компанія постачала кисень до лікарень, передавала ліки та обладнання.

### 2021
У березні Метінвест отримав контроль над Покровською вугільною групою, найбільшим в Україні виробником коксівного вугілля. До групи входить шахтоуправління «Покровське» та Свято-Варваринська збагачувальна фабрика..
Липень 2021 — Метінвест став переможцем торгів із продажу виробничого комплексу Дніпровського металургійного комбінату (Кам'янське, Дніпропетровська область).
У грудні створено компанію «Метінвест Покровськвугілля» для управління операційними та адміністративними змінами на підприємствах Покровської вугільної групи.

### 2022
У лютому Дніпровський металургійний комбінат і Дніпровський коксохімічний завод об'єднані під назвою «Каметсталь».
Від початку російського вторгнення в Україну група законсервувала виробництво на Маріупольському металургійному комбінаті імені Ілліча та комбінаті «Азовсталь». Ці підприємства постраждали від обстрілів і призупинили свою роботу. Внаслідок агресії Росії група загалом скоротила виробничі потужності своїх підприємств більш ніж на 40 %.
За власними даними, протягом ста днів повномасштабної війни, компанія передала на допомогу ЗСУ та жителям України 1,5 млрд грн.
Метінвест і ДТЕК із Фондом Ріната Ахметова створили гуманітарний проєкт «Рятуємо життя». Ахметов із початку російського вторгнення передав ЗСУ та на гуманітарну допомогу населенню 100 млн євро.

### 2023
Компанія завершила рік зі збитком $2,193 млрд.

### 2024
Метінвест завершив 2023 рік із консолідованим збитком у розмірі $194 млн. Дев'ять підприємств Метінвесту увійшли до рейтингу найкращих компаній України за версією Опендатаботу.
Під час масованого ракетного обстрілу 8 липня 2024 року у Кривому Розі сталось кілька влучань російських ракет, у тому числі — по адміністративній будівлі промислового підприємства групи. Загинуло 11 осіб, 31 поранений, з них 10 тяжко.

## Структура

### Видобуток[54]
- Інгулецький гірничо-збагачувальний комбінат ( Україна)
- Північний гірничо-збагачувальний комбінат ( Україна)
- Центральний гірничо-збагачувальний комбінат ( Україна)
- Південний гірничо-збагачувальний комбінат ( Україна) — спільне підприємство групи Метінвест
- Покровська вугільна група ( Україна)
- United Coal Company ( США)
- Комсомольське рудоуправління ( Україна)*
- Краснодонвугілля ( Україна)*

### Металургія[55]
- Металургійний комбінат «Азовсталь» ( Україна)
- Маріупольський металургійний комбінат імені Ілліча ( Україна)
- Металургійний комбінат «Запоріжсталь»
  - Запорізький ливарно-механічний завод (ТОВ «ЗЛМЗ») ( Україна)
- Металургійний комбінат «Каметсталь» ( Україна)
- Юністіл ( Україна)
- Ferriera Valsider ( Італія)
- Metinvest Trametal ( Італія)
- Spartan UK ( Велика Британія)
- Promet Steel ( Болгарія)
- Авдіївський коксохімічний завод ( Україна)
- Запоріжкокс ( Україна)
- Запоріжвогнетрив ( Україна)
- НВО Інкор і Ко ( Україна)
- Єнакієвський металургійний завод ( Україна)*
- Харцизький трубний завод ( Україна)*
- Метінвест-Ресурс ( Україна)

### Логістика і закупівлі
- Метінвест-Шиппінг ( Україна)

### Сервіс та інжиніринг[56]
- Метінвест-Промсервіс
- Метінвест-Інжиніринг
- Маріупольський ремонтно-механічний завод (МРМЗ)
- Криворізький завод гірничого обладнання (КЗГО)
- Метінвест Діджитал

*15 березня 2017 року було оголошено про втрату контролю над активами

## Збутові структури
Група Метінвест присутня на всіх великих ринках світу — в Європі, на Близькому Сході і в Африці, в Північній, Центральній і Південній Америці, на Далекому Сході.
- Метінвест-Євразія — гуртовий канал збуту продукції групи Метінвест у Росії. Обсяги продажів металопродукції у 2006 році — 0,2 млн т, у 2007 році — 0,4 млн т, 2008 році — 0,6 млн т, 2009 році — 0,45 млн т. Компанія припинила роботу у квітні 2022 року.
- Метінвест-СМЦ[57] ( Україна) — мережа сервісних металоцентрів, що реалізує продукцію Метінвест. Компанія розпочала роботу у 2003 році. До 2022 року в Україні працює 18 металоцентрів.

## Екологія
2020 року три підприємства Метінвесту — Маріупольський металургійний комбінат імені Ілліча, «Азовсталь» та Шахтоуправління «Покровське» входили до десяти найбільших забрудників довкілля в Україні.
Метінвест є першим українським учасником Всесвітньої асоціації виробників сталі, яка вимагає від своїх членів дотримання принципів екологічно відповідального бізнесу.
Для зменшення впливу на довкілля в Маріуполі Метінвест 2011 року вивів з експлуатації мартенівське виробництво на металургійному комбінаті «Азовсталь», а 2015 року — на Маріупольському металургійному комбінаті імені Ілліча. Також на «Азовсталі» 2012 року виведено з експлуатації три застарілі коксові батареї і законсервовано аглофабрику. А 2020 року Метінвест завершив реконструкцію газоочисних споруд аглофабрики Маріупольського металургійного комбінату імені Ілліча вартістю понад $160 млн. Нова система очищення передбачала зменшення викидів пилу на 90 %, а викидів оксидів сірки — на 43 %.
На «Запоріжсталі» 2015 року завершилося будівництво нової лінії соляно-кислотного травлення з установкою регенерації травильних розчинів. Вартість проєкту — близько $77 млн. Після запуску лінії комбінат повністю припинив скидати відпрацьовані травильні розчини у Дніпро.
На «Азовсталі» 2019 року проведено реконструкцію системи аспірації ливарного двору та підбункерних приміщень доменної печі № 3. Вартість проєкту — понад $14 млн. Викиди в атмосферу скоротилися на 88 % та відповідали європейським екологічним нормативам.
На Північному ГЗК 2017 року проведено заміну газоочисного обладнання випалювальної машини Lurgi 552-B. Проєкт вартістю близько $14 млн дав змогу досягти концентрації викидів до 50 мг на куб. м, що відповідає українським екологічним стандартам.
Загалом у 2011—2020 роках Метінвест спрямував $3,5 млрд на реалізацію проєктів з екологічним ефектом і $1 млрд — на суто екологічні проєкти. Компанія заявила про намір інвестувати ще $0,5 млрд у природоохоронні проєкти протягом 5 років.
Екологічні інвестиції дали групі змогу з 2011 року на 37 % знизити викиди забруднювальних речовин у довкілля, зокрема викиди пилу скоротилися на 51 %, а викиди у водойми — на 45 %.

## Виробнича звітність[68]
| Продукція (у тис. тонн) | 2009   | 2010   | 2011   | 2012   | 2013   | 2014   | 2015   | 2016   | 2017   | 2018   | 2019   | 2020   | 2021   |
| ----------------------- | ------ | ------ | ------ | ------ | ------ | ------ | ------ | ------ | ------ | ------ | ------ | ------ | ------ |
| Чавун*                  | 6 123  | 11 850 | 12 385 | 11 010 | 11 500 | 9 213  | 8 050  | 8 821  | 7,941  | 8,205  | 7,928  | 8,475  | 9,709  |
| Сталь*                  | 7 027  | 13 835 | 14 375 | 12 459 | 12 391 | 9 205  | 7 669  | 8 393  | 7 361  | 7,323  | 7,578  | 8,268  | 9,533  |
|                         |        |        |        |        |        |        |        |        |        |        |        |        |        |
| Напівфабрикати**        | 2 730  | 3 018  | 3 574  | 2 731  | 2 304  | 1 688  | 2 581  | 2 229  | 2 746  | 3,026  | 3,160  | 3,313  | 3,411  |
| Чавун                   | -      | -      | 600    | 585    | 814    | 1 132  | 1 181  | 1 197  | 1,403  | 1,644  | 1,264  | 1,088  | 1,347  |
| Сляб                    | 1 675  | 2 195  | 2 460  | 1 329  | 1 516  | 999    | 802    | 734    | 1,343  | 1,382  | 1,896  | 2,225  | 1,651  |
| Квадратна заготовка     | 1 055  | 823    | 514    | 817    | 788    | 689    | 598    | 298    | 15     | N/A    | N/A    | N/A    | N/A    |
|                         |        |        |        |        |        |        |        |        |        |        |        |        |        |
| Готова продукція        | 4 098  | 4 902  | 9 317  | 8 601  | 9 021  | 6 767  | 5 644  | 6 485  | 5 606  | 5,769  | 5,595  | 5 859  | 7,233  |
| Плоский прокат          | 1 612  | 2 472  | 6 407  | 5 809  | 5 840  | 4 625  | 4 010  | 4 385  | 4,675  | 4,747  | 4,677  | 4 835  | 5,978  |
| Довгий прокат           | 1 760  | 2 213  | 2 618  | 2 448  | 2 592  | 1 765  | 1 475  | 1 918  | 714    | 817    | 714    | 794    | 1 089  |
| Рейкова продукція       | 203    | 217    | 292    | 344    | 274    | 81     | 31     | 73     | 67     | 65     | 49     | 79     | 48     |
| Трубна продукція        | 523    | 317    | 678    | 435    | 315    | 296    | 128    | 109    | 150    | 140    | 155    | 151    | 118    |
|                         |        |        |        |        |        |        |        |        |        |        |        |        |        |
| Залізорудний концентрат | 30 648 | 17 878 | 12 577 | 36 224 | 36 926 | 34 888 | 32 208 | 29 640 | 27,464 | 27,353 | 29,028 | 30,501 | 31,341 |
| Вугільний концентрат    | 4 734  | 3 907  | 3 560  | 2 064  | 5 513  | 4 098  | 3 285  | 3 051  | 2 461  | 2,683  | 2,961  | 2,883  | 5,542  |

* — з метою порівняння показників виробництво чавуна та сталі по ММК ім. Ілліча за 2010 рік враховано повністю за повний рік.
**— загальний обсяг напівфабрикатів та кінцевої продукції зі сталі не містить перекату на підприємствах Групи. Ці обсяги виключено з наданої статистики як внутрішні продажі для цілей консолідованої звітності Метінвесту.

## Об'єкти зі сталі Метінвесту

### Мости
«Очі» міста Беер-Шева (Беер-Шева, Ізраїль)
Вага мосту — 750 тонн, із них 600 тонн — металоконструкції Метінвесту.
Дарницький міст (Київ, Україна)
Використано 13,6 тисяч тонн металоконструкцій, із них 5,5 тисяч тонн — металоконструкції Метінвесту.
Прозорий міст (Київ, Україна)
Під час будівництва використано 700 тонн сталі виробництва Метінвесту.
Міст Святого Георгія (Генуя, Італія)
Під час будівництва використано 18,5 тисяч тонн сталі виробництва Метінвесту.

### Будівлі
The Shard (Лондон, Велика Британія)
Під час будівництва використано 5 тисяч тонн сталі виробництва Метінвесту.
Hudson Yards – The Shed (Нью-Йорк, США)
Під час будівництва використано 8,2 тисячі тонн сталі виробництва Метінвесту.
Укриття на Чорнобильській атомній електростанції (Чорнобиль, Україна)
Під час будівництва використано 13,3 тисячі тонн сталі виробництва Метінвесту.
НСК «Олімпійський» (Київ, Україна)
Під час будівництва використано 7,5 тисяч тонн стальних конструкцій виробництва Метінвесту.

### Суднобудування
Вітрильник Flying Clipper (Хорватія)
Під час будівництва використано 3 тисячі тонн сталі виробництва Метінвесту.
Ворота Панамського каналу (Панама)
Під час будівництва використано 9 тисяч тонн сталі виробництва Метінвесту.

## Відзнаки
2023 року холдинг зайняв 5 місце в рейтингу найкращих роботодавців за оцінкою журналу «ТОП-100. Рейтинги найбільших» видання Delo.ua.